# R. Kerry Rowe
R. Kerry Rowe ist ein australisch-kanadischer Bauingenieur, der sich mit Geotechnik befasst.
Rowe studierte an der University of Sydney, an der er 1979 promoviert wurde. 1978 emigrierte er nach Kanada und ging an die University of Western Ontario, wo er 1986 eine volle Professur erhielt und 1992 bis 2000 die Fakultät für Bauingenieurwesen leitete. Danach ging er an die Queen’s University in Kingston, Ontario, wo er einen Canada Research Chair in Geotechnik hat.
Er befasst sich mit dem geotechnischen Entwurf von Mülldeponien, Einschluss verseuchter Böden (wie sie beim Bergbau auftreten), Wanderung von Schadstoffen in Grundwasser und Boden und Geokunststoffe. Außerdem befasst er sich mit Tunnelbau in weichen Böden, Böschungsbruch und Versagen von Baugrubenwänden, bewehrte Stützwände und Böschungen.
2005 war er Rankine Lecturer (Long term performance of contaminant barrier systems) und er erhielt 2003 die Leggett Medal der Canadian Geotechnical Society. Er ist Fellow der Royal Society of Canada. 2006 bis 2008 war er Präsident des Engineering Institute of Canada, 2001/02 der Canadian Geotechnical Society und 1990 bis 1994 Präsident der International Geosynthetics Society. 1986 bis 2000 war er in der Arbeitsgruppe der Internationalen Standardisierungskommission für Geotextilien. 2016 wurde er in die National Academy of Engineering gewählt, 2017 war er Terzaghi Lecturer. 2024 wurde ihm die Gerhard Herzberg Canada Gold Medal for Science and Engineering zugesprochen.

## Schriften
- mit Robert M. Quigley, J. R. Booker: Clayey barriers for waste disposal facilities, Spon Press, London/New York 1997
- mit anderen: Barrier systems for waste disposal facilities, Spon Press, 2. Auflage, London 2004
- Herausgeber: Geotechnical and Geoenvironmental Engineering Handbook, Kluwer 2001